# Paolo Spinola Doria
Paolo Vincenzo Spinola Doria (Milano, 24 febbraio 1628 – Madrid, 23 dicembre 1699) è stato un nobile e politico italiano.

## Biografia
Paolo Spinola era figlio di Filippo Spinola, III marchese di Los Balbases e di sua moglie, la nobildonna genovese Geronima Doria. Suo nonno era il famoso generale italo-spagnolo e banchiere Ambrogio Spinola e come il suo avo anche Paolo venne designato al ruolo di governatore del Ducato di Milano dal 1668 al 1670 quando venne rimpiazzato da Gaspar Téllez-Girón y Sandoval, V duca di Osuna.
Nel 1670 venne designato alla carriera diplomatica e venne prescelto dapprima come ambasciatore a Vienna ove rimase sino al 1676 per poi essere trasferito all'ambasceria di Parigi nel 1677.
Morì nel 1699.

## Matrimonio e figli
Nel 1653 il duca Paolo Spinola sposò la principessa Anna Colonna, figlia del principe Marcantonio V Colonna e di Isabella Gioeni; la coppia ebbe i seguenti figli:
- Isabella Spinola (1656 - 1700). Il 17 novembre 1675 sposò il duca Francesco Maria Spinola, III duca di San Pietro in Galatino.
- Teresa Spinola (17 marzo 1660 - ?). Il 12 novembre 1676 sposò Martín Domingo de Guzmán y Niño, IV marchese di Montealegre (1658 - 1722)[1].
- Carlos Felipe Antonio Spínola Doria y Colonna (anche noto come Felipe Antonio Spínola Doria y Colonna; in italiano come Filippo Antonio Spinola Colonna) (11 novembre 1665 - 30 luglio 1721). Nel 1682 sposò la duchessa Isabel Maria de la Cerda, figlia del duca Juan Francisco de la Cerda e di Catalina Antonia Folch de Cardona; nel 1699, in seguito alla morte del padre, gli succedette quale IV marchese di Los Balbases.[2][3]
- Luisa Spinola. Il 21 ottobre 1685 sposò Gregorio Januario de Bracamonte y Bracamonte, IV conte di Peñaranda de Bracamonte (? - 1689). Vedova, si fece monaca in Madrid[4]
- Antonia Spinola (23 ottobre 1669 - 21 febbraio 1744). Il 29 giugno 1687 sposò il principe Francesco Marino Caracciolo, V principe di Avellino, figlio di Francesco Marino I Caracciolo e di Geromina Pignatelli.
- Angelica Spinola, monaca agostiniana nel monastero di San Paolo a Milano[4]
- Paola Spinola, monaca agostiniana nel monastero di San Paolo a Milano[4]
- Anna Spinola, monaca agostiniana nel monastero di San Paolo a Milano[4]
- Maria Spinola, monaca agostiniana nel monastero di San Paolo a Milano[4]

## Stemma
| Image | Stemma                            |
| ----- | --------------------------------- |
| \| \| | Paolo Spinola Doria Duca di Sesto |
|       |                                   |